# Lindokuhle Sibankulu
Lindokuhle Ndududzo Sibankulu (9 aprile 1981) è un ex cestista sudafricano.

## Carriera
Ha militato nella massima Lega di Pallacanestro del Sudafrica. Ha fatto parte anche della Nazionale di pallacanestro del Sudafrica, in cui ha giocato nelle edizioni 2005, 2009 e 2011 della FIBA Afrobasket.